# Kaple svatého Karla Boromejského (Karlín)
Kaple svatého Karla Boromejského je římskokatolická kaple v Karlíně v okrese Hodonín z roku 1882. U kaple je kříž z roku 1881 s nápisem "Nákladem dobrodinců obce Karlína r. 1881, opraven L.P. 1939". Obec Karlín náleží do šardické farnosti.